# Ichneumon hiltoni
Ichneumon hiltoni är en stekelart som beskrevs av Heinrich 1969. Ichneumon hiltoni ingår i släktet Ichneumon och familjen brokparasitsteklar. Inga underarter finns listade i Catalogue of Life.